# Bill Callahan (sceneggiatore)
Bill Callahan (Wellesley, 1971) è un produttore televisivo e sceneggiatore statunitense.

## Filmografia

### Produttore
- Spin City (1999 - 2000)
- Oliver Beene (2003)
- 8 semplici regole... per uscire con mia figlia (2002 - 2004)
- Scrubs - Medici ai primi ferri (2004 - 2010)
- Psych (2009-2010)

### Sceneggiatore
- Spin City (26 episodi, 1999 - 2000)
- Oliver Beene (2003)
- 8 semplici regole... per uscire con mia figlia (46 episodi, 2002 - 2004)
- Scrubs - Medici ai primi ferri (52 episodi, 2004 - 2009)
- Psych (13 episodi, 2009 - 2010)